# Lola Mees
Lola Rudolfine Margaretha Elisabeth Mees (Zeist, 15 mei 1919 – Oosterbeek, 18 juli 2011) was een Nederlands violist.
Ze was dochter van koopman Rudolph Adriaan Mees en Sophia Antje Stenfert Kroese.
Lola Mees kreeg haar muziekopleiding van violist Oskar Back. Ze gaf echter zelf al tijdens haar opleidingsperiode les in Huis ter Heide in Utrecht; de advertentie uit 1938 meldde “Vergevorderde leerlingen van Oskar Back”. In 1940 haalde ze haar einddiploma viool aan het Muzieklyceum Amsterdam.  Vlak daarna begon ze met lesgeven vanuit de Corellistraat 13, Amsterdam-Zuid. In februari 1942 soleerde ze met de Arnhemsche Orkest Vereeniging in het Vioolconcert van Max Bruch. Muziekcriticus Herman Strategier van de De Tijd hoorde veel jeugdig enthousiasme, maar ze moest nog rijpen. Niet veel later soleerde ze onder Toon Verhey bij het Residentie Orkest in een serie “Jonge solisten”; echter weer met het werk van Bruch; de eerder genoemde kritiek herhaalde zich. In dezelfde maand volgde een optreden (weer Bruch) met het Rotterdams Philharmonisch Orkest onder leiding van Eduard Flipse. In die periode speelde ze ook kamermuziek met pianist Phons Dusch, even later met Theo van der Pas. In 1944 kwam de aankondiging dat de Groninger Orkest Vereeniging aan de beurt was onder leiding van Jan van Epenhuysen, maar onbekend is of dat concert is doorgegaan. Ze stond namelijk in diezelfde periode weer bij het RPO met Vioolconcert nr. 3 van Camille Saint-Saëns. Ze speelde enige tijd in het Orkest van de Radio Unie, woonde vanaf 1941 in Hilversum.
Ze leerde haar aanstaande man, militair uit het bevrijdingsleger, kennen en vertrok met hem naar Canada. Ze trouwde aldaar in 1947 met Dunstan Gurney Himbury; in 1948 werd zoon Jollyon Gurney geboren. Ze was in Canada wel voor de radio te horen. In de jaren vijftig kwam ze mede vanwege heimwee gescheiden terug naar Nederland en nam plaats in het Stedelijk Orkest Utrecht. Met dat orkest speelde ze opnieuw het vioolconcert van Bruch, nu onder Pierre Colombo. Haar loopbaan kabbelde voort tot midden jaren zestig waarbij ze in 1963 met pianist Johan Otten in de kleine zaal van het Concertgebouw stond. Ze trok zich terug in Zeeland (Noord-Brabant). Ze trouwde, nadat Himbury in Canada overleden was (1975), in 1981 met Maarten Knottenbelt (Lola Himbury-Mees). Het huwelijk hield niet lang stand.
In de eindjaren tachtig werd ze landelijk nieuws. Ze had toen met haar ex-man, dezelfde Knottenbelt, een geschil over een in haar/hun bezit zijnde Stradivariusviool. Bij de boedelscheiding konden ze het niet eens worden over de waarde; het leidde ertoe dat er een periode niet op het instrument gespeeld kon worden. Het liep uit op rechtszaken, de Arnhemse rechtbank mevrouw mr. C. Helwig bepaalde uiteindelijk dat de viool terug moest naar Mees.
Mees kreeg op latere leeftijd last van toenemende blindheid en als gevolg van tuberculose moest een long verwijderd worden, een longontsteking werd haar fataal (aldus een familiekroniek). Ze overleed in rusthuis Felix oord in Oosterbeek.
Een van haar leerlingen was Jean Louis Stuurop, die was door Oskar Back naar haar doorgezonden. Violiste Eveline Jaspers speelde rond 2020 met een strijkstok Jacques Audinot, dan in het zit van het Muziekinstrumentenfonds, maar waar Lola Mees lang mee heeft gespeeld.